# Wikbold Dobilstein
Wikbold Dobilstein (ur. 26 stycznia 1312 w diecezji limburskiej, zm. 21 lipca 1398 lub 1400 w Kolonii) – biskup chełmiński, OT.

## Życiorys
Początkowo duchowny świecki, następnie krzyżacki. W latach 1352–1362 kapelan wielkiego mistrza krzyżackiego Winrycha von Kniprode. Nominowany przez papieża Urbana V na biskupa 24 marca 1363, w tym samym roku został konsekrowany. Wchodzi w spór z miastem Chełmża o dobra biskupie, który skończył się ugodą. W 1375 rycerz Jan z Kruszyn, porwał i więził biskupa przez 44 dni w Dobrzyniu oraz w miejscowości Słoszewy. Po tym zdarzeniu papież Grzegorz XI rzucił na porywacza klątwę, ten zaś w akcie skruchy ufundował wikarię przy kościele szpitalnym w Brodnicy. Niedługo potem biskup wyjechał w swoje rodzinne strony zdał diecezję kapitule, a w latach 1379-1380 wikaremu Janowi. Oficjalnie zdał biskupstwo między 1380-1385, używając tytułu biskupa chełmińskiego dożywotnio. Przed swoją śmiercią spisał testament przekazując legaty katedrze w Chełmży oraz kościołowi klasztornemu w Pelplinie.
Pochowany w klasztorze Cystersów w Altenburgu